# Copa México 1944-45
La Copa México 1944-45 fue la 29ª edición de la Copa México, la 2° en la era profesional.
El torneo empezó el 3 de junio de 1945 y concluyó el 24 de junio de ese mismo año en el Parque Asturias en Ciudad de México, en el cual el equipo de Puebla FC logró el título por primera vez con una victoria sobre el Club América con marcador de 6-4.
Contó solo con la participación de tan solo 6 equipos.

## Ronda eliminatoria
|  | Cuartos de final         | Cuartos de final         | Cuartos de final         |              |           | Semifinales | Semifinales | Semifinales |  |  | Final       | Final       | Final       |
|  | 3 de junio a 10 de junio | 3 de junio a 10 de junio | 3 de junio a 10 de junio |              |           | 17 de junio | 17 de junio | 17 de junio |  |  | 24 de junio | 24 de junio | 24 de junio |
|  |                          |                          |                          |              |           |             |             |             |  |  |             |             |             |
|  | Atlas                    | 4                        | 0                        |              |           |             |             |             |  |  |             |             |             |
|  | Puebla FC                | 4                        | 4                        |              |           |             |             |             |  |  |             |             |             |
|  | Puebla FC                | 4                        | 4                        |              | Puebla FC |             | 3           |             |  |  |             |             |             |
|  |                          |                          |                          |              | Puebla FC |             | 3           |             |  |  |             |             |             |
|  |                          | C.D. Oro                 |                          | 1            |           |             |             |             |  |  |             |             |             |
|  | Asturias                 | C.D. Oro                 | 4                        | 1            | 3         |             |             |             |  |  |             |             |             |
|  | Asturias                 |                          | 4                        |              | 3         |             |             |             |  |  |             |             |             |
|  | C.D. Oro                 | 3                        | 5                        |              |           |             |             |             |  |  |             |             |             |
|  |                          |                          |                          |              |           |             |             |             |  |  | Puebla FC   | 6           |             |
|  |                          |                          | Club América             | 4            |           |             |             |             |  |  |             |             |             |
|  | Moctezuma de Orizaba     | 1                        | 3                        |              |           |             |             |             |  |  |             |             |             |
|  | Club América             | 3                        | 2                        |              |           |             |             |             |  |  |             |             |             |
|  | Club América             | 3                        | 2                        | Club América |           |             |             |             |  |  |             |             |             |
|  |                          |                          |                          |              |           |             |             |             |  |  |             |             |             |
|  |                          |                          |                          |              |           |             |             |             |  |  |             |             |             |
|  |                          |                          |                          |              |           |             |             |             |  |  |             |             |             |
|  |                          |                          |                          |              |           |             |             |             |  |  |             |             |             |
|  |                          |                          |                          |              |           |             |             |             |  |  |             |             |             |

## Final
| 24 de junio                             | Puebla FC                                                                                        | 6 - 4 | Club América                                                    | Parque Asturias, Ciudad de México |  |
|                                         | Eladio Vaschetto 6', 25' · Guadalupe Velázquez 28', 71' · Ricardo Alarcón 52' · Miguel López 63' |       | Octavio Vial 44', 65' · Mateo Nicolau 55' · Roberto Scarone 62' |                                   |  |
| Puebla gana la final del torneo de copa |                                                                                                  |       |                                                                 |                                   |  |

|                           |
| Campeón Puebla 1.o título |

| Predecesor: 1943/44 | Temporadas de la Copa de México 1944/45 | Sucesor: 1945/46 |

## Datos
- México - Estadísticas del Torneo de Copa 1944/1945 en México. (RSSSF)

- Datos: Q4565484